# 崇高

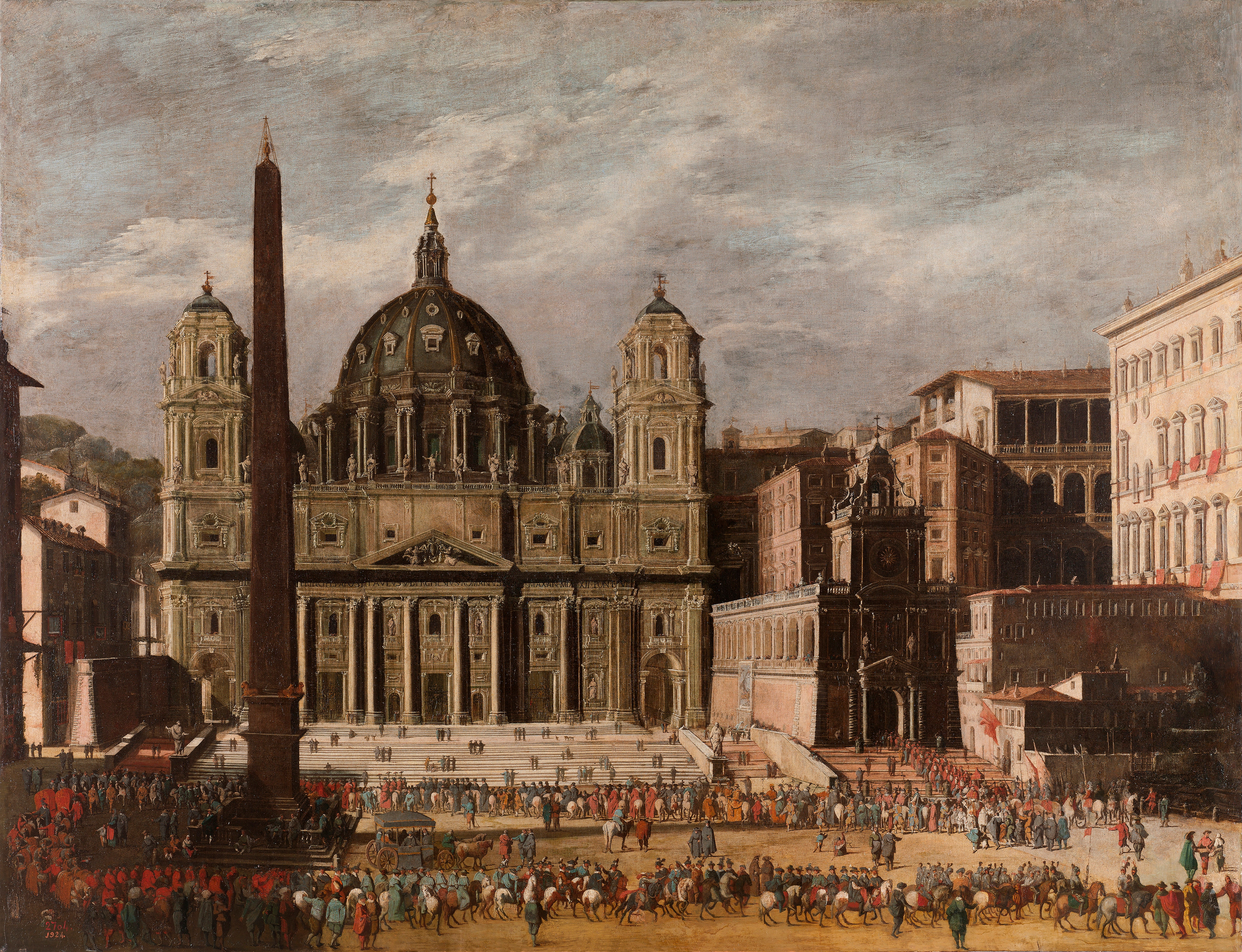
维维亚诺·库达兹（Viviano Codazzi）所作羅馬聖彼得廣場，1630年。康德將聖彼得廣場稱譽為“壯美”，而他用這個詞來專門形容物體產生美麗和崇高的感覺

崇高（英語：sublime）又被稱為壯學。不管在美學上，還是哲學上都有各自卻相似的定義。最早提到崇高的是公元1世纪古罗马时代朗吉诺斯的《论崇高》（Peri Ypsous），是罗马帝国时期传下的一部古希腊文文艺理论著作。就审美经验而言，它表達的是一種使主体（主觀意識者）受到震撼，带有庄严感或敬畏感。